# Alejandro Fernández

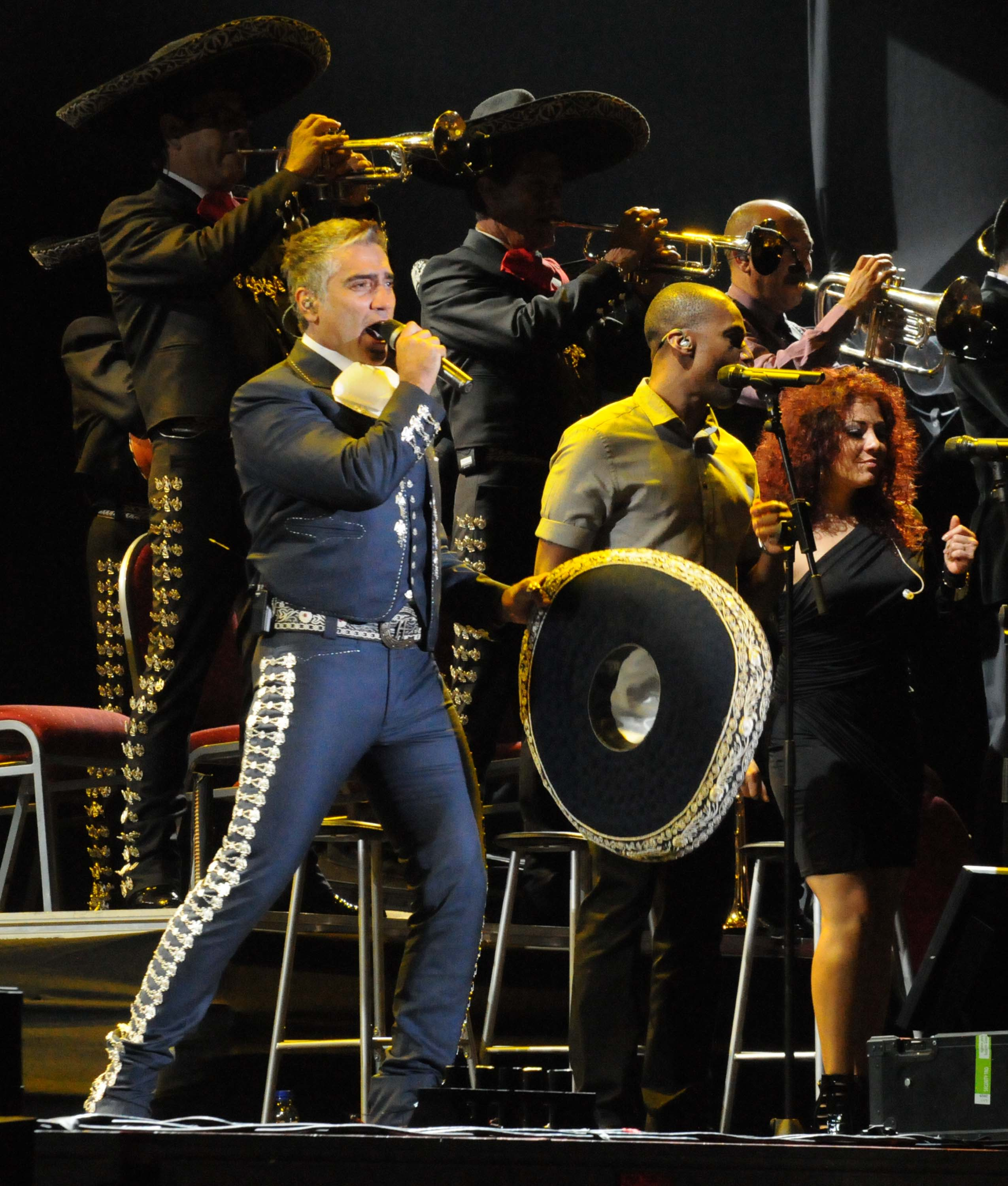

Alejandro Fernández (* 24. April 1971 in Guadalajara) ist ein mexikanischer Ranchera- und Latin-Pop-Sänger.

## Biographie
Wie sein berühmter Vater Vicente Fernández begann auch er mit der traditionellen mexikanischen Ranchera- und Mariachi-Musik. Ab 1992 veröffentlichte er regelmäßig Alben, er etablierte sich in seiner Heimat und hatte bereits erste Erfolge über die Landesgrenzen hinaus. Fünf Jahre und fünf Alben später wechselte er dann ins Latin-Pop-Genre. Nachdem er bei den Olympischen Spielen in Atlanta 1996 zusammen mit Ricky Martin und Gloria Estefan den Song Puedes llegar gesungen hatte, produzierte er zusammen mit dem Ehemann der Sängerin, Emilio Estefan, und Kike Santander das Album Me estoy enamorando. Es brachte ihm international den Durchbruch. Sogar in den USA konnte es sich in den offiziellen Albumcharts platzieren und sich über eine Million Mal verkaufen. Das Album war Spitzenreiter der Latincharts und mit Si tu supieras, No se olvidar und En el jardín, einem Duett mit Gloria Estefan, brachte das Album drei Nummer-eins-Songs in den Latin-Pop-Charts hervor.
Sein nächstes Album Mi verdad war dann wieder ein Schritt zurück zur traditionellen mexikanischen Musik und seinem alten Produzenten Pedro Ramírez. Dafür bekam er auch bei der 2000 erstmals ausgetragenen Verleihung der Latin Grammys die Auszeichnung für das beste Ranchera-Album (Mejor álbum de música Ranchera) und weitere Nominierungen. Anfangs konnte er damit zwar nicht an die großen Charterfolge anknüpfen, schließlich festigte er damit jedoch dennoch seine Popularität und nach drei Jahren wurde es in den USA sogar mit Doppel-Platin ausgezeichnet. Auch ältere Ranchera-Alben kamen danach zu neuem Erfolg.
Mit Entre tus brazos, dem zweiten Album mit Estefan und Santander, etablierte Fernández sich 2000 endgültig unter den Stars der lateinamerikanischen Musik. Das Album brachte ihm mit Quiéreme und Si te vas auch zwei Nummer-zwei-Hits in den US-Latin-Pop-Charts. Seinen zweiten Latin Grammy gewann er 2004 mit seinem Vater für ein gemeinsames Live-Ranchera-Album. Während der gesamten 2000er wechselte er immer wieder zwischen Pop und traditioneller Musik und 2009 brachte er mit Dos mundos: Evolución + tradición sogar ein Doppelalbum heraus, das beide Welten gegenüberstellte. Mit Se me va la voz hatte er darauf einen Hit, der ihm nach langem wieder einen Nummer-eins-Hit in den Latin-Pop-Charts brachte. Das Album (genauer das Teilalbum Tradición) wurde für einen Latin Grammy in der Kategorie Mejor álbum de música Ranchera nominiert.
Neben der Gesangskarriere machte Fernandéz 2004 auch einen Ausflug ins Filmgeschäft. In der Filmbiografie Zapata - El sueño del héroe verkörperte er die Hauptrolle des mexikanischen Revolutionärs Emiliano Zapata.
2005 wurde Alejandro Fernández für seine musikalischen Leistungen ein Stern auf dem Hollywood Walk of Fame zuerkannt.

## Diskografie

### Studioalben
| Jahr | Titel                                             | Höchstplatzierung, Gesamtwochen, AuszeichnungChartplatzierungen (Jahr, Titel, Platzierungen, Wochen, Auszeichnungen, Anmerkungen) | Höchstplatzierung, Gesamtwochen, AuszeichnungChartplatzierungen (Jahr, Titel, Platzierungen, Wochen, Auszeichnungen, Anmerkungen) | Höchstplatzierung, Gesamtwochen, AuszeichnungChartplatzierungen (Jahr, Titel, Platzierungen, Wochen, Auszeichnungen, Anmerkungen) | Höchstplatzierung, Gesamtwochen, AuszeichnungChartplatzierungen (Jahr, Titel, Platzierungen, Wochen, Auszeichnungen, Anmerkungen) | Anmerkungen                                                                              |
| Jahr | Titel                                             | US | Latin | ES | MX | Anmerkungen                                                                              |
| ---- | ------------------------------------------------- | --- | --- | --- | --- | ---------------------------------------------------------------------------------------- |
| 1992 | Alejandro Fernández                               | — | — | — | — | Erstveröffentlichung: 19. Mai 1992                                                       |
| 1993 | Piel de niña                                      | — | — | — | — | Erstveröffentlichung: April 1993                                                         |
| 1994 | Grandes Éxitos a la Manera de Alejandro Fernández | — | Latin30 (12 Wo.)Latin | — | — | Erstveröffentlichung: 31. Mai 1994                                                       |
| 1995 | Que seas muy feliz                                | US— GoldUS | Latin28 (49 Wo.)Latin | — | — | Erstveröffentlichung: 2. Mai 1995                                                        |
| 1996 | Muy dentro de mi corazón                          | — | Latin13 ×2Doppelplatin · (47 Wo.)Latin                                                                                            | — | — | Erstveröffentlichung: Dezember 1996                                                      |
| 1997 | Me estoy enamorando                               | US125 Platin · (26 Wo.)US | Latin1 (84 Wo.)Latin | ES100 Gold · (1 Wo.)ES | — | Erstveröffentlichung: 23. September 1997 Charteinstieg in ES erst 2005                   |
| 1999 | Mi verdad                                         | US148 (3 Wo.)US | Latin5 ×2Doppelplatin · (37 Wo.)Latin                                                                                             | — | MX— ×3DreifachplatinMX | Erstveröffentlichung: 11. Mai 1999                                                       |
| 2000 | Entre tus brazos                                  | US144 (5 Wo.)US | Latin1 ×2Doppelplatin · (32 Wo.)Latin                                                                                             | — | MX— ×3DreifachgoldMX | Erstveröffentlichung: 25. April 2000                                                     |
| 2001 | Orígines                                          | — | Latin2 ×2Doppelplatin · (33 Wo.)Latin                                                                                             | — | MX— ×2DoppelplatinMX | Erstveröffentlichung: 25. September 2001                                                 |
| 2003 | Niña Amada Mia                                    | — | Latin22 (25 Wo.)Latin | — | MX— PlatinMX | Erstveröffentlichung: 11. März 2003                                                      |
| 2004 | A corazón abierto                                 | US125 (5 Wo.)US | Latin2 (50 Wo.)Latin | ES16 Gold · (49 Wo.)ES | MX— ×7SiebenfachgoldMX | Erstveröffentlichung: 7. September 2004                                                  |
| 2007 | Viento a favor                                    | US73 (5 Wo.)US | Latin2 (29 Wo.)Latin | ES2 Gold · (57 Wo.)ES | MX1 ×5Fünffachgold · (65 Wo.)MX                                                                                                   | Erstveröffentlichung: 26. Juni 2007                                                      |
| 2009 | Dos mundos                                        | — | Latin10 ×4Vierfachplatin · (15 Wo.)Latin                                                                                          | — | MX8 Gold · (22 Wo.)MX | Erstveröffentlichung: 8. Dezember 2009 Doppelalbum mit den Alben Tradición und Evolución |
| 2009 | Dos mundos: Tradición                             | US183 (1 Wo.)US | Latin3 (22 Wo.)Latin | ES23 (40 Wo.)ES | MX2 ×2Doppelplatin · (34 Wo.)MX                                                                                                   | Erstveröffentlichung: 8. Dezember 2009                                                   |
| 2009 | Dos mundos: Evolución                             | US175 (2 Wo.)US | Latin1 (26 Wo.)Latin | ES3 Platin · (49 Wo.)ES | MX1 ×5Fünffachgold · (50 Wo.)MX                                                                                                   | Erstveröffentlichung: 8. Dezember 2009                                                   |
| 2013 | Confidencias                                      | US19 (7 Wo.)US | Latin1 (38 Wo.)Latin | ES1 Platin · (58 Wo.)ES | MX1 ×9Neunfachgold · (65 Wo.)MX                                                                                                   | Erstveröffentlichung: 27. August 2013                                                    |
| 2017 | Rompiendo fronteras                               | US123 (1 Wo.)US | Latin1 (9 Wo.)Latin | ES1 Gold · (68 Wo.)ES | MX1 ×5Fünffachgold · (62 Wo.)MX                                                                                                   | Erstveröffentlichung: 10. Februar 2017                                                   |
| 2020 | Hecho en México                                   | US65 (1 Wo.)US | Latin1 Platin · (5 Wo.)Latin | ES1 (22 Wo.)ES | MX1 ×5Fünffachgold · (20 Wo.)MX                                                                                                   | Erstveröffentlichung: 14. Februar 2020                                                   |
| 2024 | Te llevo en la sangre                             | — | — | ES100 (1 Wo.)ES | — | Erstveröffentlichung: 24. Mai 2024                                                       |

grau schraffiert: keine Chartdaten aus diesem Jahr verfügbar

### Livealben
| Jahr | Titel                                     | Höchstplatzierung, Gesamtwochen, AuszeichnungChartplatzierungen (Jahr, Titel, Platzierungen, Wochen, Auszeichnungen, Anmerkungen) | Höchstplatzierung, Gesamtwochen, AuszeichnungChartplatzierungen (Jahr, Titel, Platzierungen, Wochen, Auszeichnungen, Anmerkungen) | Höchstplatzierung, Gesamtwochen, AuszeichnungChartplatzierungen (Jahr, Titel, Platzierungen, Wochen, Auszeichnungen, Anmerkungen) | Höchstplatzierung, Gesamtwochen, AuszeichnungChartplatzierungen (Jahr, Titel, Platzierungen, Wochen, Auszeichnungen, Anmerkungen) | Anmerkungen                                                           |
| Jahr | Titel                                     | US | Latin | ES | MX | Anmerkungen                                                           |
| ---- | ----------------------------------------- | --- | --- | --- | --- | --------------------------------------------------------------------- |
| 2002 | Un canto de México                        | — | Latin6 (22 Wo.)Latin | ES59 (1 Wo.)ES | MX96 ×3Dreifachgold · (1 Wo.)MX                                                                                                   | Erstveröffentlichung: 19. November 2002 Charteinstieg in ES erst 2006 |
| 2003 | En Vivo: Juntos Por Ultima Vez            | — | Latin4 (53 Wo.)Latin | — | MX— ×5FünffachgoldMX | Erstveröffentlichung: 14. Oktober 2003 mit Vicente Fernández          |
| 2005 | México – Madrid: en directo y sin escalas | — | Latin10 (16 Wo.)Latin | ES10 Platin · (46 Wo.)ES | MX31 ×4Vierfachplatin · (45 Wo.)MX                                                                                                | Erstveröffentlichung: 22. Juni 2005                                   |
| 2010 | Dos Mundos Revolución en vivo             | — | Latin27 (7 Wo.)Latin | ES16 (13 Wo.)ES | MX6 Platin · (43 Wo.)MX | Erstveröffentlichung: 2010                                            |
| 2014 | Confidencias Reales                       | — | Latin1 (22 Wo.)Latin | ES5 Platin · (32 Wo.)ES | MX1 ×4Vierfachplatin · (54 Wo.)MX                                                                                                 | Erstveröffentlichung: 9. Dezember 2014                                |

grau schraffiert: keine Chartdaten aus diesem Jahr verfügbar
Weitere Livealben
- 1999: Christmas in Vienna VI (mit Patricia Kaas und Plácido Domingo)

### Kompilationen
| Jahr | Titel                                                   | Höchstplatzierung, Gesamtwochen, AuszeichnungChartplatzierungen (Jahr, Titel, Platzierungen, Wochen, Auszeichnungen, Anmerkungen) | Höchstplatzierung, Gesamtwochen, AuszeichnungChartplatzierungen (Jahr, Titel, Platzierungen, Wochen, Auszeichnungen, Anmerkungen) | Höchstplatzierung, Gesamtwochen, AuszeichnungChartplatzierungen (Jahr, Titel, Platzierungen, Wochen, Auszeichnungen, Anmerkungen) | Höchstplatzierung, Gesamtwochen, AuszeichnungChartplatzierungen (Jahr, Titel, Platzierungen, Wochen, Auszeichnungen, Anmerkungen) | Anmerkungen                                                         |
| Jahr | Titel                                                   | US | Latin | ES | MX | Anmerkungen                                                         |
| ---- | ------------------------------------------------------- | --- | --- | --- | --- | ------------------------------------------------------------------- |
| 2007 | 15 años de éxitos                                       | US180 (2 Wo.)US | Latin2 (27 Wo.)Latin | ES56 (20 Wo.)ES | MX1 ×2Doppelplatin · (83 Wo.)MX                                                                                                   | Erstveröffentlichung: 20. November 2007                             |
| 2008 | De noche: Clásicos a mi manera                          | US162 (2 Wo.)US | Latin6 (25 Wo.)Latin | ES12 (34 Wo.)ES | MX1 ×2Doppelplatin · (47 Wo.)MX                                                                                                   | Erstveröffentlichung: 2. Dezember 2008                              |
| 2010 | Más Romántico Que Nunca (Sus Grandes Éxitos Romanticos) | — | Latin20 (16 Wo.)Latin | ES20 (18 Wo.)ES | MX6 Platin · (28 Wo.)MX | Erstveröffentlichung: 12. April 2010                                |
| 2010 | Mexicanísimo (Sus Más Grandes Éxitos Rancheros)         | — | Latin35 (9 Wo.)Latin | — | MX2 Gold · (21 Wo.)MX | Erstveröffentlichung: 30. August 2010                               |
| 2011 | Lo esencial de Alejandro Fernández                      | — | — | ES87 (2 Wo.)ES | MX3 ×7Siebenfachgold · (20 Wo.)MX                                                                                                 | Erstveröffentlichung: 15. August 2011 Charteinstieg in ES erst 2016 |
| 2012 | Canciones de Amor: Love Songs                           | — | Latin14 (76 Wo.)Latin | — | — | Erstveröffentlichung: 2012                                          |
| 2015 | Sueno Contigo                                           | — | Latin35 (7 Wo.)Latin | — | — | Erstveröffentlichung: 2015                                          |

Weitere Kompilationen
- 2016: La absoluta colección (MX: Gold)

### Soundtracks
- 2004: Zapata: El sueño del héroe (Soundtrack)

### Singles
| Jahr | Titel Album                                                                | Höchstplatzierung, Gesamtwochen, AuszeichnungChartplatzierungen (Jahr, Titel, Album, Platzierungen, Wochen, Auszeichnungen, Anmerkungen) | Höchstplatzierung, Gesamtwochen, AuszeichnungChartplatzierungen (Jahr, Titel, Album, Platzierungen, Wochen, Auszeichnungen, Anmerkungen) | Höchstplatzierung, Gesamtwochen, AuszeichnungChartplatzierungen (Jahr, Titel, Album, Platzierungen, Wochen, Auszeichnungen, Anmerkungen) | Anmerkungen                                                |
| Jahr | Titel Album                                                                | Latin | ES | MX | Anmerkungen                                                |
| ---- | -------------------------------------------------------------------------- | --- | --- | --- | ---------------------------------------------------------- |
| 1992 | Necesito Olvidarla Alejandro Fernandez                                     | Latin19 (12 Wo.)Latin | — | — |                                                            |
| 1992 | Brumas Alejandro Fernandez                                                 | Latin11 (11 Wo.)Latin | — | — |                                                            |
| 1993 | Piel de niña                                                               | Latin23 (9 Wo.)Latin | — | — |                                                            |
| 1993 | Cascos Ligeros Piel de niña                                                | Latin11 (13 Wo.)Latin | — | — |                                                            |
| 1994 | Acabe Por Llorar Piel de niña                                              | Latin24 (10 Wo.)Latin | — | — |                                                            |
| 1994 | Si Dios Me Quita La Vida Grandes Éxitos a la Manera de Alejandro Fernández | Latin19 (10 Wo.)Latin | — | — |                                                            |
| 1994 | A Pesar De Todo Grandes Éxitos a la Manera de Alejandro Fernández          | Latin10 (7 Wo.)Latin | — | — |                                                            |
| 1995 | Que Seas Muy Feliz                                                         | Latin17 (8 Wo.)Latin | — | — |                                                            |
| 1995 | Como Quien Pierde Una Estrella Que Seas Muy Feliz                          | Latin17 (11 Wo.)Latin | — | — |                                                            |
| 1996 | Paso Del Norte Que Seas Muy Feliz                                          | Latin29 (3 Wo.)Latin | — | — |                                                            |
| 1997 | Que Bueno Que Seas Muy Feliz                                               | Latin33 (2 Wo.)Latin | — | — |                                                            |
| 1997 | Mono Negro Muy dentro de mi corazón                                        | Latin16 (10 Wo.)Latin | — | — |                                                            |
| 1997 | Nube Viajera Muy dentro de mi corazón                                      | Latin9 (26 Wo.)Latin | — | — |                                                            |
| 1997 | Es La Mujer Muy dentro de mi corazón                                       | Latin7 (13 Wo.)Latin | — | — |                                                            |
| 1997 | Abrazame Muy dentro de mi corazón                                          | Latin31 (3 Wo.)Latin | — | MX— Gold (Ringtone)MX |                                                            |
| 1997 | Si Tu Supieras Me estoy enamorando                                         | Latin1 (42 Wo.)Latin | — | — |                                                            |
| 1997 | En El Jardin Me estoy enamorando                                           | Latin1 (25 Wo.)Latin | — | — | feat. Gloria Estefan                                       |
| 1998 | No Se Olvidar Me estoy enamorando                                          | Latin1 (26 Wo.)Latin | — | — |                                                            |
| 1998 | Yo Naci Para Amarte Me estoy enamorando                                    | Latin1 (32 Wo.)Latin | — | — |                                                            |
| 1999 | Loco Mi verdad                                                             | Latin1 (32 Wo.)Latin | — | — |                                                            |
| 1999 | Si He Sabido Amor Mi verdad                                                | Latin9 (19 Wo.)Latin | — | — |                                                            |
| 2000 | Quiereme Entre tus brazos                                                  | Latin3 (20 Wo.)Latin | — | — |                                                            |
| 2000 | Si Te Vas Entre tus brazos                                                 | Latin4 (15 Wo.)Latin | — | — |                                                            |
| 2001 | Dos Corazones, Dos Historias –                                             | Latin29 (7 Wo.)Latin | — | — | mit Julio Iglesias                                         |
| 2001 | Tantita Pena Orígines                                                      | Latin1 (31 Wo.)Latin | — | — |                                                            |
| 2002 | Si Tu No Vuelves Orígines                                                  | Latin27 (19 Wo.)Latin | — | — |                                                            |
| 2003 | Niña Amada Mia                                                             | Latin17 (18 Wo.)Latin | — | — |                                                            |
| 2003 | Amor De Los Dos (Live) En Vivo: Juntos Por Ultima Vez                      | Latin23 (8 Wo.)Latin | — | — | mit Vicente Fernández                                      |
| 2004 | Luchare Por Tu Amor A corazón abierto                                      | Latin19 (21 Wo.)Latin | — | — |                                                            |
| 2004 | Me Dedique A Perderte A corazón abierto                                    | Latin1 (33 Wo.)Latin | ES8 Platin · (9 Wo.)ES | MX— Platin (Download) + GoldMX |                                                            |
| 2005 | Que Lastima A corazón abierto                                              | Latin15 (18 Wo.)Latin | — | — |                                                            |
| 2005 | Canta Corazon A corazón abierto                                            | Latin24 (11 Wo.)Latin | — | MX— GoldMX |                                                            |
| 2006 | Que Voy A Hacer Con Mi Amor A corazón abierto                              | Latin31 (20 Wo.)Latin | — | — |                                                            |
| 2007 | Te Voy A Perder Viento a favor                                             | Latin9 (20 Wo.)Latin | — | — |                                                            |
| 2008 | No Se Me Hace Facil Viento a favor                                         | Latin17 (18 Wo.)Latin | — | — |                                                            |
| 2008 | Eres Viento a favor                                                        | Latin27 (11 Wo.)Latin | — | — |                                                            |
| 2008 | Sin Consideracion Viento a favor                                           | Latin43 (3 Wo.)Latin | — | — |                                                            |
| 2009 | Estuve Dos mundos: Tradición                                               | Latin5 (24 Wo.)Latin | — | — |                                                            |
| 2010 | Se Me Va La Voz Dos mundos: Evolución                                      | Latin1 (22 Wo.)Latin | ES10 (16 Wo.)ES | — |                                                            |
| 2010 | Me Hace Tanto Bien Dos mundos: Evolución                                   | Latin45 (6 Wo.)Latin | — | — |                                                            |
| 2012 | Estoy Hecho De Pedacitos De Ti Diez (Siempre Imperfectos)                  | — | ES13 (18 Wo.)ES | — | mit Antonio Orozco                                         |
| 2013 | Hoy Tengo Ganas de Ti Confidencias                                         | Latin5 (25 Wo.)Latin | ES4 (23 Wo.)ES | MX— DiamantMX | Erstveröffentlichung: 13. Mai 2013 mit Christina Aguilera  |
| 2014 | Te amaré Confidencias Reales                                               | — | ES29 (1 Wo.)ES | — | Erstveröffentlichung: 10. November 2014                    |
| 2016 | Quiero Que Vuelvas Rompiendo Fronteras                                     | Latin46 (3 Wo.)Latin | — | MX— ×2DoppelplatinMX | Erstveröffentlichung: 23. September 2016                   |
| 2017 | Se Que Te Duele Rompiendo Fronteras                                        | Latin49 (1 Wo.)Latin | ES29 ×2Doppelplatin · (27 Wo.)ES | MX— ×5FünffachgoldMX | Erstveröffentlichung: 3. Februar 2017 mit Morat            |
| 2019 | Caballero Hecho En México                                                  | Latin20 (15 Wo.)Latin | — | MX— Diamant + PlatinMX | Erstveröffentlichung: 3. Oktober 2019                      |
| 2020 | Te Olvide Hecho En México                                                  | Latin23 (13 Wo.)Latin | — | MX— ×4VierfachplatinMX | Erstveröffentlichung: 17. Januar 2020                      |
| 2020 | Decepciones Hecho En México                                                | Latin28 Gold · (6 Wo.)Latin | — | MX— ×5FünffachgoldMX | Erstveröffentlichung: 21. August 2020 mit Calibre 50       |
| 2021 | Duele Hecho En México (Edición Especial)                                   | Latin25 (10 Wo.)Latin | — | — | Erstveröffentlichung: 12. Februar 2021 mit Christian Nodal |
| 2024 | Cobijas Ajenas Te llevo en la sangre                                       | Latin49 (1 Wo.)Latin | — | — | Erstveröffentlichung: 15. März 2024 mit Alfredo Olivas     |
| 2025 | Me está doliendo –                                                         | Latin43 (… Wo.)Latin | — | — | Erstveröffentlichung: 8. Mai 2024 mit Carín León           |

grau schraffiert: keine Chartdaten aus diesem Jahr verfügbar
Weitere Singles
- 2001: Las Mañanitas (MX: Gold)
- 2007: Amor Gitano (mit Beyoncé, ES: ×8×16Achtfachplatin + 16-fach-Platin (Ringtone) )[9]
- 2013: No (MX: Gold)
- 2015: Mátalas (MX: Gold)
- 2019: La Dinastía Fernández (mit Vicente Fernández & Alex Fernández, MX: Gold)
- 2020: Eso y Más (MX: Platin)
- 2023: Felicidades (mit Grupo Firme, US: ×7Siebenfachplatin (Latin) )

### Gastbeiträge
| Jahr | Titel Album                           | Höchstplatzierung, Gesamtwochen, AuszeichnungChartplatzierungen (Jahr, Titel, Album, Platzierungen, Wochen, Auszeichnungen, Anmerkungen) | Höchstplatzierung, Gesamtwochen, AuszeichnungChartplatzierungen (Jahr, Titel, Album, Platzierungen, Wochen, Auszeichnungen, Anmerkungen) | Höchstplatzierung, Gesamtwochen, AuszeichnungChartplatzierungen (Jahr, Titel, Album, Platzierungen, Wochen, Auszeichnungen, Anmerkungen) | Anmerkungen                                                                  |
| Jahr | Titel Album                           | Latin | ES | MX | Anmerkungen                                                                  |
| ---- | ------------------------------------- | --- | --- | --- | ---------------------------------------------------------------------------- |
| 2015 | A Que no me dejas Sirope              | Latin32 (9 Wo.)Latin | ES46 Gold · (21 Wo.)ES | — | Erstveröffentlichung: 10. Juli 2015 Alejandro Sanz feat. Alejandro Fernandez |
| 2016 | Te Quise Olvidar Te llegará mi olvido | Latin46 (1 Wo.)Latin | — | — | Juan Gabriel feat. Alejandro Fernandez                                       |

grau schraffiert: keine Chartdaten aus diesem Jahr verfügbar
Weitere Gastbeiträge
- 2021: Mariposa Traicionera (Maná feat. Alejandro Fernández, US: Gold (Latin), MX: ×3Dreifachgold )

### Videoalben
- 2005: México – Madrid: en directo y sin escalas (MX: ×3Dreifachgold )

## Auszeichnungen für Musikverkäufe
| Goldene Schallplatte - Argentinien - 2004: für das Album A corazón abierto - 2007: für das Album Viento a favor - Chile - 2017: für die Single Se Que Te Duele - Ecuador - 2017: für die Single Se Que Te Duele - Kolumbien - 2017: für die Single Se Que Te Duele - 2022: für die Single Caballero - Zentralamerika - 2022: für die Single Te Olvide | Platin-Schallplatte - Argentinien - 1997: für das Album Me estoy enamorando - Kolumbien - 2022: für die Single Te Olvide - Zentralamerika - 2022: für die Single Caballero |

Anmerkung: Auszeichnungen in Ländern aus den Charttabellen bzw. Chartboxen sind in ebendiesen zu finden.
| Land/RegionAuszeichnungen für Musikverkäufe (Land/Region, Auszeichnungen, Verkäufe, Quellen) | Gold       | Platin         | Diamant     | Verkäufe  | Quellen                                                     |
| -------------------------------------------------------------------------------------------- | ---------- | -------------- | ----------- | --------- | ----------------------------------------------------------- |
| Argentinien (CAPIF)                                                                          | 2× Gold2   | Platin1        | —           | 100.000   | capif.org.ar (Memento vom 6. Juli 2011 im Internet Archive) |
| Chile (IFPI)                                                                                 | Gold1      | —              | —           | 40.000    | Einzelnachweise                                             |
| Ecuador (SOPROFON)                                                                           | Gold1      | —              | —           | 3.000     | Einzelnachweise                                             |
| Kolumbien (ASINCOL)                                                                          | 2× Gold2   | Platin1        | —           | 20.000    | Einzelnachweise                                             |
| Mexiko (AMPROFON)                                                                            | 24× Gold24 | 59× Platin59   | 2× Diamant2 | 6.153.000 | amprofon.com.mx                                             |
| Spanien (Promusicae)                                                                         | 5× Gold5   | 31× Platin31   | —           | 1.060.000 | elportaldemusica.es                                         |
| Vereinigte Staaten (RIAA)                                                                    | 3× Gold3   | 21× Platin21   | —           | 2.760.000 | riaa.com                                                    |
| Zentralamerika (CFC)                                                                         | Gold1      | Platin1        | —           | 105.000   | cfc-musica.com                                              |
| Insgesamt                                                                                    | 39× Gold39 | 114× Platin114 | 2× Diamant2 |           |                                                             |